# Светличная, Надежда Алексеевна
Надежда Алексеевна Светличная (8 ноября 1936, село Половинкино Старобельского района Луганской области — 8 августа 2006, Матаван, Нью-Джерси, США) — украинский журналист, филолог, правозащитница, участник движения шестидесятников. Редактор «Вестника репрессий в Украине» (США), лауреат Государственной премии Украины имени Тараса Шевченко (1994).

## Биография
Родилась 8 ноября 1936 года в селе Половинкино Старобельского района Луганской области.
В 1972 году за правозащитную деятельность была арестована. В 1973 году осуждена к 4 годам лишения свободы, отбывала наказание в ИТК в Мордовии. В 1978 году, после запроса сенатора Эдварда Кеннеди уехала из СССР в США.
После выезда из СССР была активным членом зарубежного представительства Украинской Хельсинкской группы и редактором-составителем «Вестника репрессий в Украине» (США). В 1983—1994 годах работала в украинской редакции радио «Свобода» в Нью-Йорке.
Похоронена 17 августа на Байковом кладбище в Киеве (участок № 49а).

## Награды и премии
- Орден «За мужество» I степени (8 ноября 2006 года) — за гражданское мужество, самоотверженность в борьбе за утверждение идеалов свободы и демократии и по случаю 30-й годовщины создание украинской общественной группы содействия выполнению Хельсинкских соглашений[4].
- Орден княгини Ольги III степени (26 ноября 2005 года) — за весомый личный вклад в национальное и государственное возрождение Украины, самоотверженность в борьбе за утверждение идеалов свободы и независимости, активную общественную деятельность[5].
- Государственная премия Украины имени Тараса Шевченко (2 мая 1994 года) — за активную журналистскую и публицистическую деятельность последних лет[6]
- Премия Василия Стуса (1992 год)[7]

## Семья
Сестра Светличного Ивана Алексеевича.

## Публикации
- Світлична Н. Від упорядника // Стус В. Палімпсести. — Мюнхен: Сучасність, 1986. — С. 7-16.
- Світлична Н. О. Звідки вони взялися в Донбасі / Розмовляв О. Неживий // Наша газета. — 1997. — 23 августа. — С. 5.
- Доброокий: Спогади про Івана Світличного / Упорядники Леоніда і Надія Світлична. — К.: ЧАС, 1998. — 572 с.
- «Підуть і правнуки…» // Багаття: Борис Антоненко-Давидович очима сучасників. — К.: вид-во ім. О. Теліги, 1999. — С. 310—324.
- Світлична Н. Кілька уточнень до життєпису Юлія Лавріненка // Березіль. — 2000. — № 11-12. — С. 183—186.
- Світлична Н. О. Твори: Автобіографія. Спогади. Статті. Інтерв’ю. Листи. — Луганськ: Знання, 2006. — 212 с.
- Жайвори у тенетах: Надруковане в Україні вперше інтерв’ю з Надією Світличною (Розмовляв В.Овсієнко). — 2007. — № 1-2. — С. 130—158.
- Світличний І., Світлична Н. З живучого племені Дон Кіхотів / Упоряд. М.Коцюбинська, О.Неживий. — К.: Грамота, 2008. — 814 с.